# 目黒徳松
目黒 徳松（めぐろ とくまつ、1854年5月7日（安政元年4月11日）- 1899年（明治32年）12月31日）は、明治期の地主、実業家、政治家。衆議院議員。号・楓堂（ふうどう）。

## 経歴
越後国魚沼郡、のちの新潟県北魚沼郡須原村（守門村須原を経て現魚沼市須原）で、須原村庄屋・目黒五郎助の息子として生まれる。1868年1月26日（明治元年1月2日）家督を相続した。
戸長を務める。1880年（明治13年）10月、新潟県会議員半数改選で初当選し、1883年（明治16年）1月まで在任。1882年（明治15年）12月、小千谷町（現小千谷市）で魚沼立憲改進党が結成されると関矢孫左衛門、岡田龍松らと共に加わった。1887年（明治20年）7月、新潟県会議員補欠選挙で当選し1888年（明治21年）11月まで在任。同年12月、県会議員に再選され1890年（明治23年）1月まで在任。同年7月に県会議員に再選され1892年（明治25年）3月まで在任し、県会議員を通算4期務めた。
1892年2月、第2回衆議院議員総選挙で新潟県第7区から議員集会所（立憲改進党）所属で出馬して当選し、衆議院議員に1期在任した。
小学校、銀行、会社の設立に係わり、県道の開削、大河津分水路と上越鉄道敷設運動などに尽力した。

## 親族
- 長男 目黒孝平（衆議院議員）[1]
- 二男 目黒文平（1884-1936、実業家、兄孝平没後に家督を相続）[1]